# Chrysaeglia taiwana
Chrysaeglia taiwana là một loài bướm đêm thuộc phân họ Arctiinae, họ Erebidae.